# Honduras na Mistrzostwach Świata w Lekkoatletyce 2009
Honduras na Mistrzostwach Świata w Lekkoatletyce 2009, reprezentowany był przez 2 zawodników – 1 kobietę i 1 mężczyznę. Żaden ze sportowców nie zdobył medalu na tych mistrzostwach.

## Występy reprezentantów Hondurasu
Mężczyźni
| Konkurencja   | Zawodnik         | Kwal.    | Kwal. | Ćwierćfinał | Ćwierćfinał | Półfinał      | Półfinał      | Finał         | Finał         |
| Konkurencja   | Zawodnik         | Wynik    | Poz.  | Wynik       | Poz.        | Wynik         | Poz.          | Wynik         | Poz.          |
| ------------- | ---------------- | -------- | ----- | ----------- | ----------- | ------------- | ------------- | ------------- | ------------- |
| Bieg na 100 m | Rolando Palacios | 10,28 SB | 12.   | 10,24 SB    | 23.         | Nie awansował | Nie awansował | Nie awansował | Nie awansował |
| Bieg na 200 m | Rolando Palacios | 20,83    | 19.   | 20,69 SB    | 16.         | 20,67 SB      | 14.           | Nie awansował | Nie awansował |

Kobiety
| Konkurencja       | Zawodniczka     | Kwal. | Kwal. | Półfinał       | Półfinał       | Finał          | Finał          |
| Konkurencja       | Zawodniczka     | Wynik | Poz.  | Wynik          | Poz.           | Wynik          | Poz.           |
| ----------------- | --------------- | ----- | ----- | -------------- | -------------- | -------------- | -------------- |
| Bieg na 100 m ppł | Jeimy Bernárdez | 14,53 | 37.   | Nie awansowała | Nie awansowała | Nie awansowała | Nie awansowała |